# Realms of Arkania: Blade of Destiny
Realms of Arkania: Blade of Destiny (Das Schwarze Auge: Die Schicksalsklinge en version originale) est un jeu vidéo de rôle développé par Attic Entertainment et publié par Schmidt Spiel & Freizeit GmbH en Allemagne en 1992. Le jeu a ensuite été traduit en anglais et publié par Sir-Tech aux États-Unis et par U.S. Gold dans le reste du monde en 1993.
C’est une adaptation de L'Œil noir, un jeu de rôle sur table médiéval-fantastique,. Il fait partie d'une série de trois jeux vidéo surnommée la « Trilogie des pays du Nord » (Nordlandtrilogie (de)), connue en anglais sous le titre Realms of Arkania (RoA). Il est suvi du jeu Realms of Arkania: Star Trail (Das Schwarze Auge: Sternenschweif, 1994).

## Accueil
| Blade of Destiny |      |       |
| Média            | Nat. | Notes |
| Amiga Down Under | US   | 9/10  |
| Amiga Format     | US   | 91 %  |
| Amiga Power      | US   | 67 %  |
| CU Amiga         | US   | 86 %  |
| Joystick         | FR   | 75 %  |
| The One          | US   | 73 %  |